# 魔法师

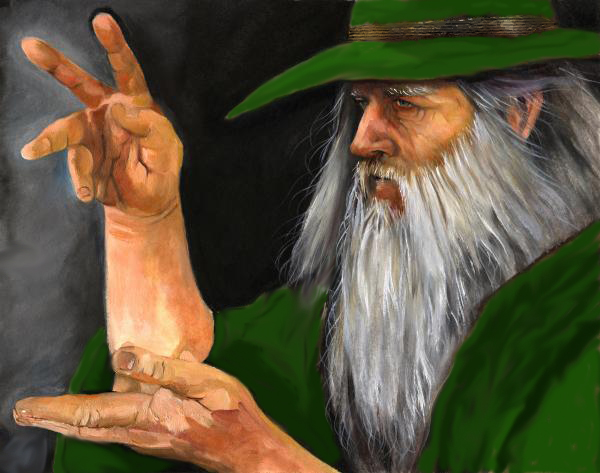
典型魔法師形象

魔法师，又被簡稱為法師，在欧洲的中世纪民间传说、幻想文学、桌面和电子游戏中经常被提及，指可以使用某种神秘力量和超自然力量的人物，也是奇幻的代表性元素之一。在不同的情況下對魔法师的定义是不同的，通常不同环境中的“魔法师”之间是没有什么可比性的；并且在不同语言中意义相似的名词也很多，所以在翻译或转述的时候往往容易混淆。
- 在现代幻想文学和游戏中，中文的“魔法师”通常限定为使用特定能力的人，此时相当于Sorcerer；
- 而有的时候也泛指一切可以使用神秘法术力量的人，此时相当于英文的Mage、日文的魔術師、魔道士、魔導士。

在中文环境中，有时出于措辞中立性考虑，会去除“魔”字而使用“法师”，此时“法师”的含义不等同于对僧侣的尊称。